# Kirill (Nakoněčnyj)
Kirill (světským jménem: Michail Vasiljevič Nakoněčnyj; * 15. května 1961 Verchněčusovskije Gorodki) je ruský duchovní Ruské pravoslavné církve, arcibiskup a metropolita kazaňský a tatarstánský.

## Život
Narodil se 15. května 1961 ve sídle Verchněmakejevkije Gorodki v Permské oblasti.
Roku 1978 dokončil střední školu a 25. října 1980 byl archimandritou Alexijem (Kutěpovem) postřižen na monacha se jménem Kirill na počest svatého Cyrila Beloozerského. O den později jej arcibiskup vladimirský a suzdalský Serapion (Fadějev) rukopoložil na hierodiakona a 6. května 1981 na jeromonacha.
Jako hierodiakon sloužil v chrámu Zesnutí přesvaté Bohorodice ve Vladimiru. Poté byl klerikem chrámu Svaté Trojice v Alexandrově, představeným chrámů svatého Mikuláše v Kiržači a blagočinným chrámů Kiržačského okruhu.
Roku 1986 dokončil dálkové studium na Moskevském duchovním semináři.
Dne 7. dubna 1984 byl povýšen na archimandritu.
Od 18. března 1984 sloužil jako představený chrámu Zesnutí přesvaté Bohorodice ve Vladimiru, sekretář arcibiskupa a blagočinný Vladimirského okruhu. Poté co byl arcibiskup Serapion převeden na kišiněvskou katedru, stal se představeným chrámu svatého Theodora Tirona v Kišiněvu, sekretářem metropolity a blagočinným Kišiněvského okruhu.
Dne 7. července 1989 se stal v souvislosti s převedením metropolity Serapiona do Tuly duchovním tulské eparchie, sekretářem metropolity a blagočinným Tulského městského okruhu. Od 9. října 1995 do 1. ledna 2000 byl představeným chrámu svatého Mikuláše na Ržavce. Sloužil také jako představený katedrálního chrámu Všech svatých v Tule.
Dne 1. října 1998 byl jmenován rektorem pastýřských kurzů při tulské eparchiální správě.
Dne 26. února 1998 jej Svatý synod zvolil biskupem bogorodickým a vikářem tulské eparchie.
Dne 15. března 1998 proběhla v chrámu Zjevení Páně v Moskvě jeho biskupská chirotonie. Světiteli byli patriarcha moskevský Alexij II., metropolita krutický a kolomenský Juvenalij (Pojarkov), arcibiskup solněčnogorský Sergij (Fomin), arcibiskup almatský a semipalatinský Alexij (Kutěpov), arcibiskup tverský a kašinský Viktor (Olijnyk), arcibiskup istrijský Arsenij (Jepifanov), arcibiskup vladimirský a suzdalský Jevlogij (Smirnov), biskup bronnický Tichon (Jemeljanov), biskup vologdský a velikousťugský Maxmilian (Lazarenko), biskup orechovo-zujevský Alexij (Frolov) a biskup krasnogorský Sava (Volkov).
Dne 19. července 2000 byl ustanoven biskupem tulským a beljovským.
Dne 7. října 2002 se stal biskupem jaroslavským a rostovským. Dne 25. února 2003 byl povýšen na arcibiskupa.
Dne 27. července 2011 ho Svatý synod jmenoval arcibiskupem jekatěrinburským a věrchoturským. Dne 6. října stejného roku byl ustanoven hlavou nové jekatěrinburské metropole a rektorem Jekatěrinburského duchovního semináře. O dva dny později byl povýšen na metropolitu.
Dne 8. prosince 2020 se stal metropolitou kazaňským a tatarstánským, hlavou tatarstánské metropole.
Dne 13. dubna 2021 byl potvrzen ve funkci archimandrity Kazaňského Bogorodického monastýru.